# Steinenbronn
Steinenbronn település Németországban, azon belül Baden-Württembergben. Lakosainak száma 6461 fő (2023. december 31.).

## Népesség
A település népessége az elmúlt években az alábbi módon változott:
| Lakosok száma | 2952 | 3658 | 4451 | 4612 | 4703 | 5551 | 6018 | 6034 | 6143 | 6461 |
|               | 1961 | 1967 | 1974 | 1980 | 1987 | 1993 | 2000 | 2006 | 2013 | 2023 |